# Il y a un sorcier à Champignac
Il y a un sorcier à Champignac est la trente-deuxième histoire, et le deuxième album de la série Spirou et Fantasio. Elle est publiée pour la première fois dans Spirou du no 653 au no 685. C'est la première véritable histoire longue de Spirou et Fantasio. Le scénario de cette histoire a été écrit par Henri Gillain, alias Jean Darc, frère de Jijé et instituteur de profession. Après de nombreuses coupes, Franquin en tira une histoire autour d'un village et d'un mystérieux sorcier.

## Résumé

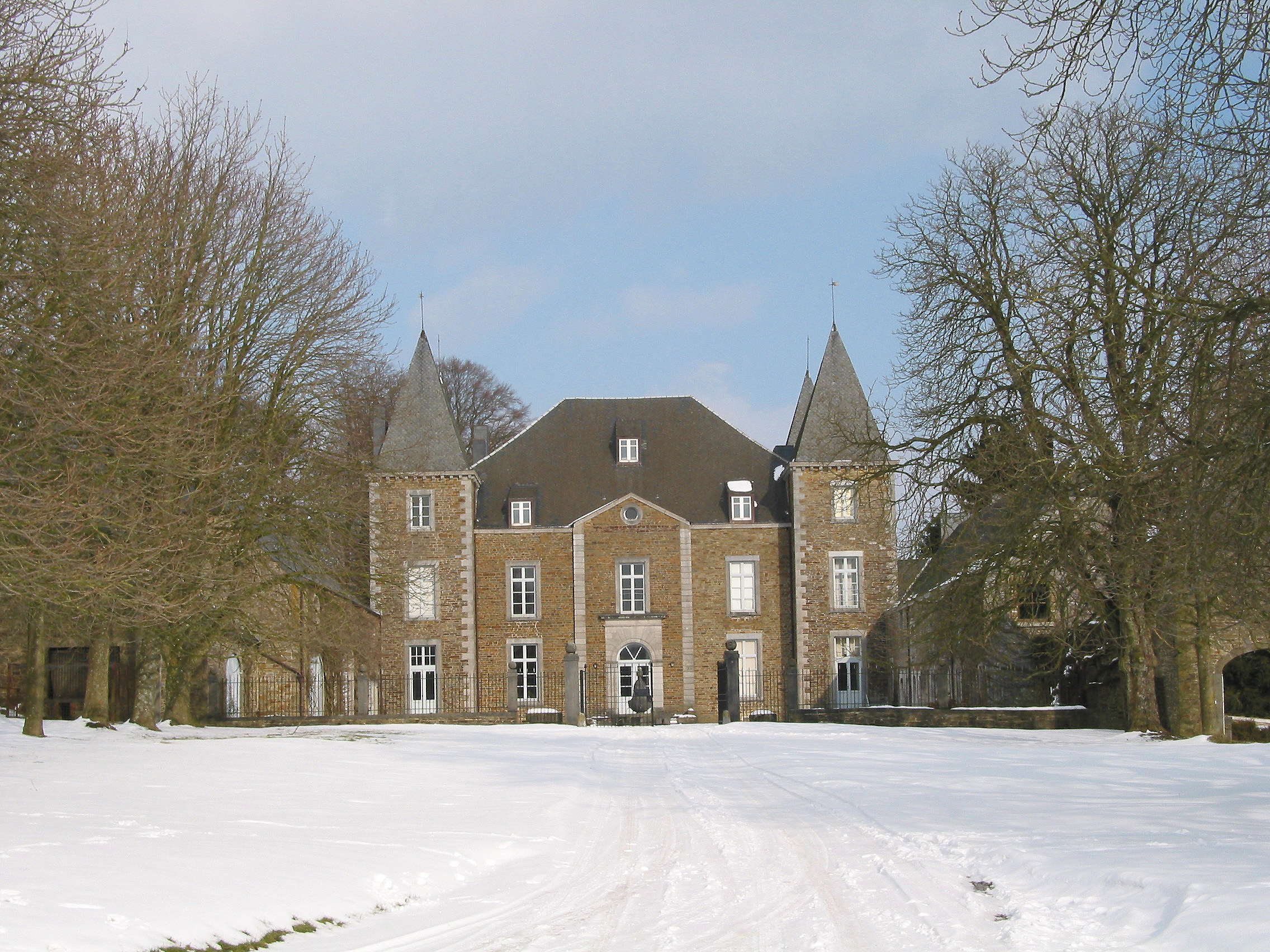
Le château de Skeuvre qui a inspiré à Franquin le château de Champignac.

Spirou et Fantasio décident d'aller camper près du petit village de Champignac. Sur place, ils découvrent des cochons de toutes les couleurs, des vaches qui du jour au lendemain se mettent à produire du lait imbuvable, et décident d'aider un vagabond accusé de sorcellerie par le Maire de Champignac. Ils font également la connaissance du Comte de Champignac, un personnage original qui habite un château pourvu d'un immense parc.
Au cours d'une nuit, Fantasio est enlevé. Spirou découvre que c'est le Comte qui l'a enlevé pour tester sur lui un produit, c'est donc lui le véritable auteur des phénomènes de Champignac. Le produit, le X1, donne une force surhumaine à Fantasio, mais son effet ne dure pas.
Pour dédommager les fermiers de Champignac, le Comte se rend en ville et utilise le produit sur lui-même afin de remporter toutes les compétitions sportives.

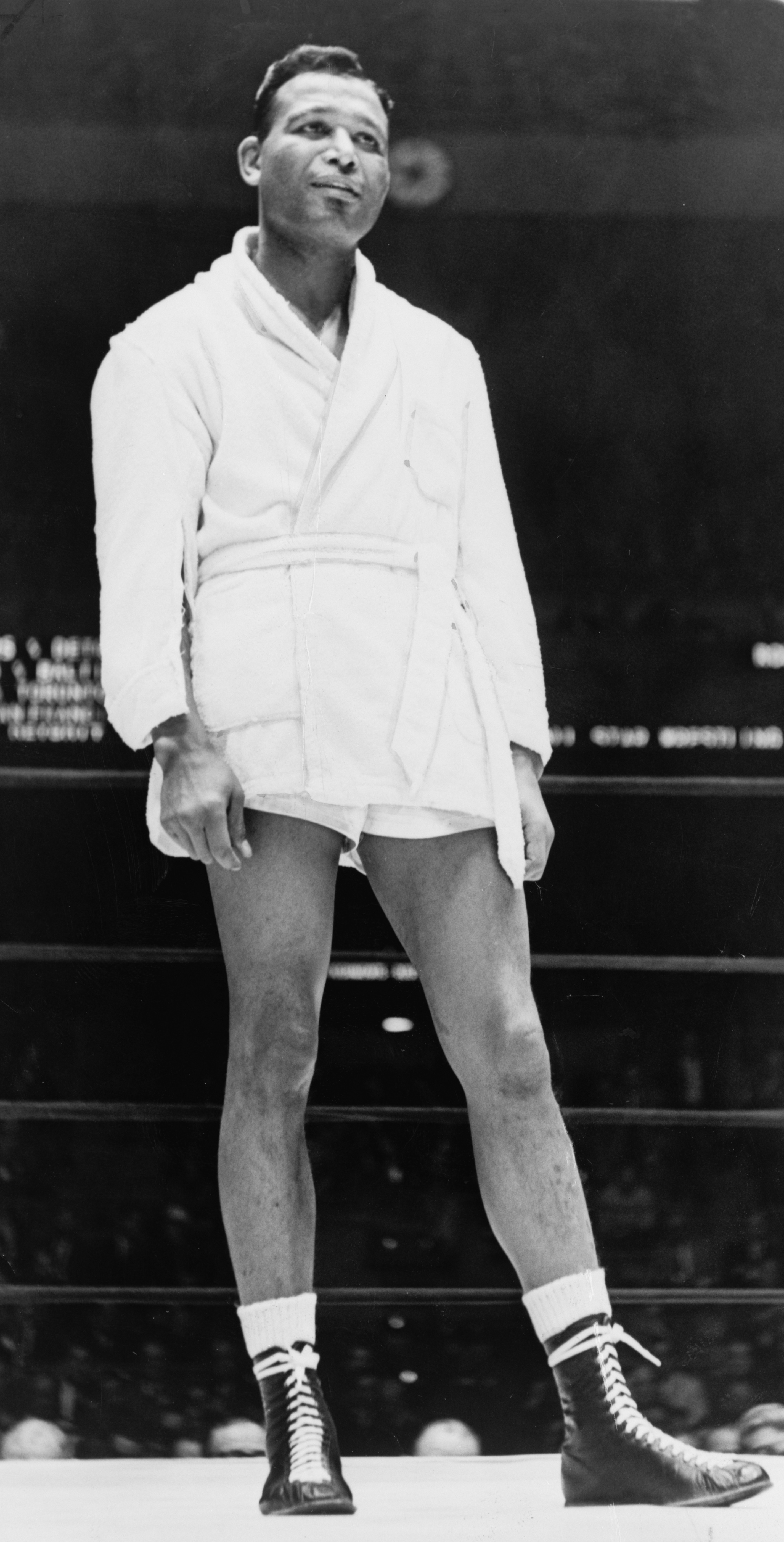
Sugar Ray Robinson en 1966, transformé par Franquin en Reg Couguar Bangbingson.

De fait, il est repéré par une petite frappe, Hercule, dont l'épicerie cache les bandits Narcisse et Valentino. Méprisé par le bandit, il vole le X1, ainsi que le X2, produit terrifiant faisant vieillir de soixante-dix ans en une heure. En rusant, il s'arrange pour que Valentino et Narcisse se fassent des piqûres de X2, tandis qu'il utilise le X1 pour cambrioler les banques. Spirou et Fantasio finissent par le capturer lorsque l'effet du produit s'estompe, tandis que le Comte trouve un remède au X2 qui fait retomber Narcisse et Valentino en enfance.

## L'humanité augmentée?
Cet épisode des aventures de Spirou et Fantasio présente sans le moindre scrupule un procédé incontesté d'amélioration des performances sportives. L'usage de l'extrait de champignon "X1" permet au septuagénaire comte de Champignac de vaincre sans partage tous ses adversaires dans toutes les disciplines sportives. Cette méthode de dopage ne posait apparemment aucun problème dans l'album, ni d'équité, ni de morale.

## Personnages
- Spirou
- Fantasio
- Spip
- Le Comte de Champignac (première apparition)
- Le Maire de Champignac (première apparition)
- Duplumier (première apparition)
- Gustave (première apparition)
- Hercule (première apparition)
- Valentino (première apparition)
- Narcisse (première apparition)

## Véhicules automobiles

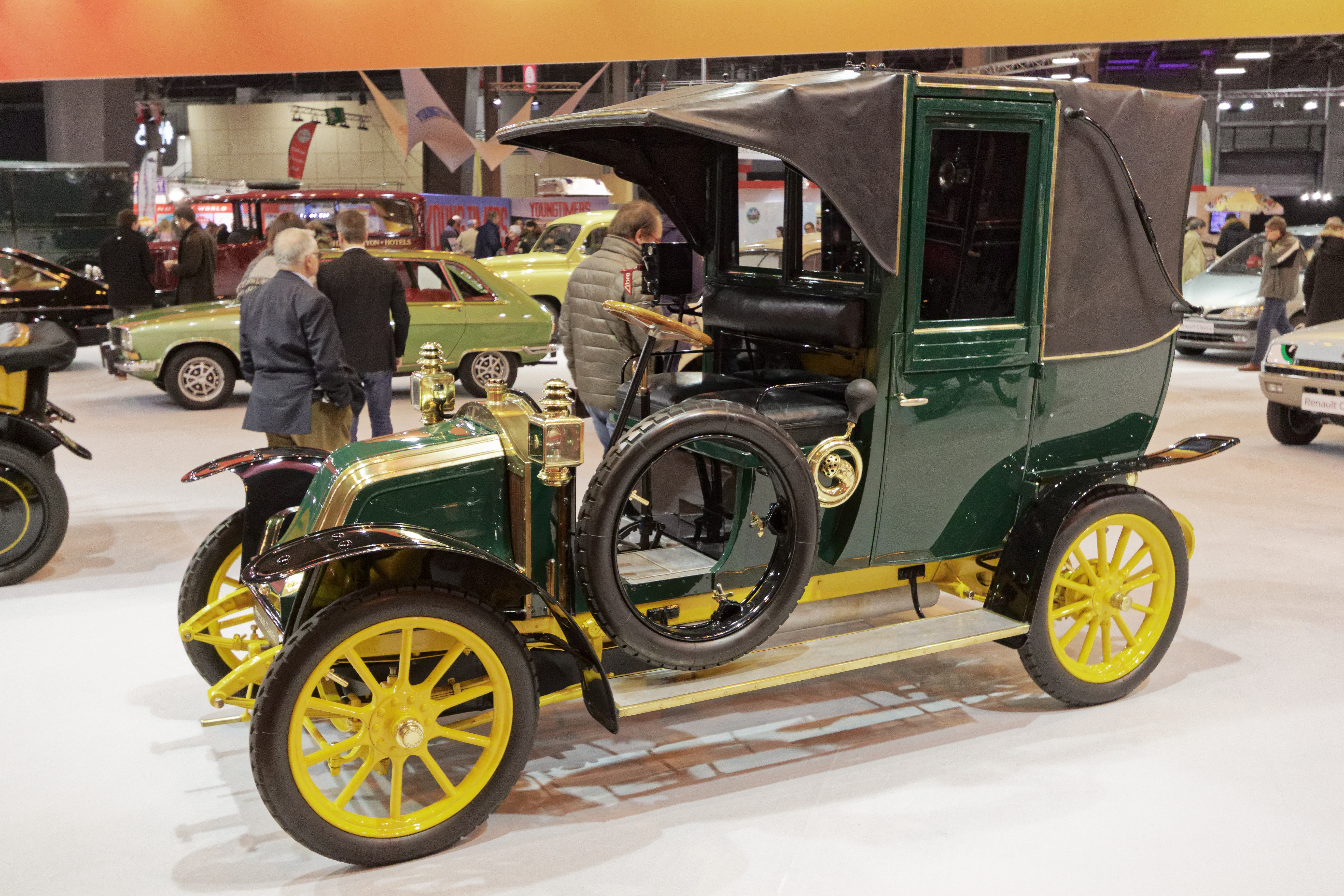
Un landaulet Renault AG1 semblable à celui du comte de Champignac.

- AG /Renault AG1 Landaulet 1905, voiture du comte de Champignac
- Mercury Eight Sedan 1951, voiture des voleurs
- MG Y-Type (YA) berline 1947
- Renault 4CV découvrable
- Citroën 11 Légère, voiture de Valentino
- Citroën 11 B, voiture de police

## Publication

### Revues
- Publié pour la première fois dans le journal de Spirou du no 653 (paru le 19 octobre 1950) au no 685 (paru le 31 mai 1951)[2].

### Album
La première édition d'Il y a un sorcier à Champignac fut publiée aux Éditions Dupuis le 17 novembre 1951. On retrouve cette histoire dans De Champignac au marsupilami, le tome 2 de la série Les intégrales Dupuis - Spirou et Fantasio (Dupuis - 2006).

### Traductions
- Anglais (Inde) : The Wizard of Culdesac (2007), Euro Books.
- Portugais : O Feiticeiro de Vila Nova de Milfungos (1967) Editora Camarada.
- Suédois : Trollkarlen i Champignac, Carlsen Comics.